# تود سيمبسون
تود سيمبسون هو لاعب هوكي الجليد كندي، ولد في 28 مايو 1973 في شمال فانكوفر ‏ في كندا.

## وصلات خارجية
- تود سيمبسون على موقع دوري الهوكي الوطني (الإنجليزية)
- تود سيمبسون على موقع EliteProspects.com (الإنجليزية)
- تود سيمبسون على موقع HockeyDB.com (الإنجليزية)
- تود سيمبسون على موقع Hockey-Reference.com (الإنجليزية)